# プステク
プステク（アルバニア語: Pustec, マケドニア語: Општина Пустец, Opshtina Pustets, 2013年までLiqenas)はアルバニアの基礎自治体である。コルチャ州に所属。総面積の198.68 km²で、全国最小の人口であり、2011年のアルバニアの国勢調査では担当する全人口は3,290人であった。
全国の唯一の行政単位に分割されていない基礎自治体は首都のプステク、ツェルヤ、ドルナ・ゴリツァ、グルボチェニ、ゴルナ・ゴリツァ、レスカ、スリン、トゥミネツおよびズルノヴスコの村が九つある。北マケドニアと近隣であり、大切なマケドニア人が存在し、マラ・プレスパとしてこの国のスラヴ民族の文化中心であり、アルバニア語とマケドニア語が本地の公用語である。これから2015年にやった基礎自治体の地方行政改革から影響を受けなかった。